# Rozpasiivka, Troițke
Rozpasiivka (în ucraineană Розпасіївка) este localitatea de reședință a comunei Rozpasiivka din raionul Troițke, regiunea Luhansk, Ucraina.

## Demografie
Componența lingvistică a localității Rozpasiivka
     Ucraineană (90,48%)
     Rusă (9,21%)
     Alte limbi (0,16%)
Conform recensământului din 2001, majoritatea populației localității Rozpasiivka era vorbitoare de ucraineană (90,48%), existând în minoritate și vorbitori de rusă (9,21%).